# NIFK
NIFK (англ. Nucleolar protein interacting with the FHA domain of MKI67) – білок, який кодується однойменним геном, розташованим у людей на короткому плечі 2-ї хромосоми.  Довжина поліпептидного ланцюга білка становить 293 амінокислот, а молекулярна маса — 34 222.
| 10         |  | 20         |  | 30         |  | 40         |  | 50         |
| ---------- |  | ---------- |  | ---------- |  | ---------- |  | ---------- |
| MATFSGPAGP |  | ILSLNPQEDV |  | EFQKEVAQVR |  | KRITQRKKQE |  | QLTPGVVYVR |
| HLPNLLDETQ |  | IFSYFSQFGT |  | VTRFRLSRSK |  | RTGNSKGYAF |  | VEFESEDVAK |
| IVAETMNNYL |  | FGERLLECHF |  | MPPEKVHKEL |  | FKDWNIPFKQ |  | PSYPSVKRYN |
| RNRTLTQKLR |  | MEERFKKKER |  | LLRKKLAKKG |  | IDYDFPSLIL |  | QKTESISKTN |
| RQTSTKGQVL |  | RKKKKKVSGT |  | LDTPEKTVDS |  | QGPTPVCTPT |  | FLERRKSQVA |
| ELNDDDKDDE |  | IVFKQPISCV |  | KEEIQETQTP |  | THSRKKRRRS |  | SNQ        |

A: Аланін

C: Цистеїн

D: Аспарагінова кислота

E: Глутамінова кислота

F: Фенілаланін

G: Гліцин

H: Гістидин

I: Ізолейцин

K: Лізин

L: Лейцин

M: Метіонін

N: Аспарагін

P: Пролін

Q: Глутамін

R: Аргінін

S: Серин

T: Треонін

V: Валін

W: Триптофан

Кодований геном білок за функцією належить до фосфопротеїнів. 
Задіяний у таких біологічних процесах як поліморфізм, ацетиляція. 
Білок має сайт для зв'язування з РНК. 
Локалізований у ядрі, хромосомах.